# Antonius Jan Glazemaker
Antonius Jan Glazemaker (Hilversum, 19 aprile 1931 – Amersfoort, 20 gennaio 2018) è stato un arcivescovo vetero-cattolico olandese.
Il 1º luglio 1956 è stato ordinato presbitero dall'allora Arcivescovo di Utrecht, Andreas Rinkel a Hilversum; lo stesso anno, il 27 novembre sposò Gerarda Geertruida de Groot, divenendo così cognato del futuro vescovo di Haarlem Teunis Horstman. Divenne vescovo di Deventer nel 1979, tredicesimo e ultimo vescovo ad occupare quella sede. La consacrazione ebbe luogo l'8 dicembre di quello stesso anno nella Chiesa di Sant'Engelmund ad Ĳmujden, della quale è attualmente parroco.
La sua elezione a Arcivescovo di Utrecht ebbe luogo il 6 febbraio 1982. Nel 2000 rassegnò le dimissioni.

## Genealogia episcopale
La genealogia episcopale è:
- Chiesa cattolica
  - Cardinale Scipione Rebiba
  - Cardinale Giulio Antonio Santori
  - Cardinale Girolamo Bernerio, O.P.
  - Arcivescovo Galeazzo Sanvitale
  - Cardinale Ludovico Ludovisi
  - Cardinale Luigi Caetani
  - Vescovo Giovanni Battista Scanaroli
  - Cardinale Antonio Barberini iuniore
  - Arcivescovo Charles-Maurice le Tellier
  - Vescovo Jacques Bénigne Bossuet
  - Vescovo Jacques de Goyon de Matignon
  - Vescovo Dominique Marie Varlet
- Chiesa Romano-Cattolica olandese del Clero Vetero Episcopale
  - Arcivescovo Petrus Johannes Meindaerts
  - Vescovo Johannes van Stiphout
  - Arcivescovo Walter van Nieuwenhuisen
  - Vescovo Adrian Jan Broekman
  - Arcivescovo Jan van Rhĳn
  - Vescovo Gisbert van Jong
  - Arcivescovo Willibrord van Os
  - Vescovo Jan Bon
  - Arcivescovo Johannes van Santen
- Chiesa Vetero-Cattolica
  - Arcivescovo Hermann Heykamp
  - Vescovo Gasparus Johannes van Rinkel
  - Arcivescovo Gerardus Gul
  - Vescovo Henricus Johannes Theodorus van Vlijmen
  - Arcivescovo Franciscus Kenninck
  - Vescovo Johannes Hermannus Berends
  - Arcivescovo Andreas Rinkel
  - Arcivescovo Marinus Kok
  - Arcivescovo Antonius Jan Glazemaker

## Collegamenti
Sito ufficiale della Chiesa vetero-cattolica dei Paesi Bassi